# Gajówka Wola
Gajówka Wola – osada leśna w Polsce położona w województwie śląskim, w powiecie pszczyńskim, w gminie Miedźna.